# شارل دنر
شارل دنر (انگلیسی: Charles Denner؛ ‏ ۲۹ مهٔ ۱۹۲۶ – ۱۰ سپتامبر ۱۹۹۵) بازیگر اهل فرانسه بود.
از فیلم‌ها یا برنامه‌های تلویزیونی که وی در آن نقش داشته‌است می‌توان به ولپن، زد، ترس بر فراز شهر، حادثه‌ای در ترن، دزد پاریسی، آسانسوری به‌سوی قتلگاه، مردی که زنها را دوست داشت، عروس سیاه‌پوش، دختری زیبا مثل من، جنگ چه می‌تواند بیاورد، ازدواج کرده‌های سال دو و وارث اشاره کرد.
وی همچنین برندهٔ جوایزی همچون صلیب جنگ ۱۹۴۵–۱۹۳۹ (فرانسه) شده‌است.